# Danh sách nhà vô địch bóng đá Anh
Các nhà vô địch bóng đá Anh là những nhà vô địch hàng năm của hạng đấu cao nhất trong hệ thống giải bóng đá Anh. Sau khi bóng đá chuyên nghiệp được Hiệp hội bóng đá Anh biên soạn vào năm 1885, Football League được thành lập năm 1888, sau các cuộc họp do giám đốc Aston Villa William McGregor khởi xướng.
Mùa giải đầu tiên của giải đấu mới là 1888–89, và câu lạc bộ đầu tiên được trao vương miện vô địch là Preston North End, đội đã hoàn thành các trận đấu của mình mà không thua trận nào. Trong bốn mùa giải đầu tiên, chỉ có mười hai đến mười bốn câu lạc bộ tham gia, giải đấu là một thực thể duy nhất trong đó tất cả các đội đều đến từ Bắc hoặc Midlands. Tính chuyên nghiệp đã được chấp nhận dễ dàng hơn ở những khu vực đó so với Nam Anh. Football League mở rộng số lượng thành viên vào năm 1892 khi tiếp nhận đối thủ Football Alliance. Với 28 thành viên, giải đấu được chia thành hai hạng đấu. Hầu hết các câu lạc bộ Alliance trước đây đã tham gia Second Division mới, trong khi giải đấu ban đầu trở thành First Division, với thăng hạng và xuống hạng ở giữa hai giải đấu.
Các quy định quy định mức lương tối đa cho cầu thủ đã bị bãi bỏ vào năm 1961. Điều này dẫn đến sự chuyển dịch quyền lực sang các câu lạc bộ lớn hơn với nhiều phương tiện tài chính hơn. Những cân nhắc về tài chính trở thành một ảnh hưởng lớn hơn kể từ năm 1992, khi các câu lạc bộ khi đó ở Giải hạng nhất tách ra để thành lập FA Premier League, giải đấu đã trở thành hạng đấu cao nhất mới. Một loạt các hợp đồng truyền hình ngày càng lớn đã mang lại sự giàu có chưa từng có vào tay các câu lạc bộ hàng đầu.

## Danh sách nhà vô địch theo mùa giải
| ‡ | Đội vô địch giành cú đúp (giải vô địch và Cúp FA)                                                           |
| † | Đội vô địch cũng đã giành được Cúp C1 châu Âu/UEFA Champions League mùa giải đó                             |
| § | Đội vô địch cũng giành được cú ăn ba quốc nội (giải vô địch, Cúp FA và Cúp Liên đoàn)                       |
| # | Đội vô địch cũng giành được cú ăn ba lục địa (giải vô địch, Cúp FA và Cúp C1 châu Âu/UEFA Champions League) |

Bản mẫu:Small div
| Ed.                                        | Mùa giải                    | Nhà vô địch (số danh hiệu)                           | Á quân                                               | Hạng ba                                              |
| Football League (1888–1892)                | Football League (1888–1892) | Football League (1888–1892)                          | Football League (1888–1892)                          | Football League (1888–1892)                          |
| ------------------------------------------ | --------------------------- | ---------------------------------------------------- | ---------------------------------------------------- | ---------------------------------------------------- |
| 1                                          | 1888–89                     | Preston North End (1)                                | Aston Villa (1)                                      | Wolverhampton Wanderers                              |
| 2                                          | 1889–90                     | Preston North End (2)                                | Everton (1)                                          | Blackburn Rovers                                     |
| 3                                          | 1890–91                     | Everton (1)                                          | Preston North End (1)                                | Notts County                                         |
| 4                                          | 1891–92                     | Sunderland (1)                                       | Preston North End (2)                                | Bolton Wanderers                                     |
| Football League First Division (1892–1992) |                             |                                                      |                                                      |                                                      |
| 5                                          | 1892–93                     | Sunderland (2)                                       | Preston North End (3)                                | Everton                                              |
| 6                                          | 1893–94                     | Aston Villa (1)                                      | Sunderland (1)                                       | Derby County                                         |
| 7                                          | 1894–95                     | Sunderland (3)                                       | Everton (2)                                          | Aston Villa                                          |
| 8                                          | 1895–96                     | Aston Villa (2)                                      | Derby County (1)                                     | Everton                                              |
| 9                                          | 1896–97                     | Aston Villa (3)                                      | Sheffield United (1)                                 | Derby County                                         |
| 10                                         | 1897–98                     | Sheffield United (1)                                 | Sunderland (2)                                       | Wolverhampton Wanderers                              |
| 11                                         | 1898–99                     | Aston Villa (4)                                      | Liverpool (1)                                        | Burnley                                              |
| 12                                         | 1899–00                     | Aston Villa (5)                                      | Sheffield United (2)                                 | Sunderland                                           |
| 13                                         | 1900–01                     | Liverpool (1)                                        | Sunderland (3)                                       | Notts County                                         |
| 14                                         | 1901–02                     | Sunderland (4)                                       | Everton (3)                                          | Newcastle United                                     |
| 15                                         | 1902–03                     | The Wednesday (1)                                    | Aston Villa (2)                                      | Sunderland                                           |
| 16                                         | 1903–04                     | The Wednesday (2)                                    | Manchester City (1)                                  | Everton                                              |
| 17                                         | 1904–05                     | Newcastle United (1)                                 | Everton (4)                                          | Manchester City                                      |
| 18                                         | 1905–06                     | Liverpool (2)                                        | Preston North End (4)                                | The Wednesday                                        |
| 19                                         | 1906–07                     | Newcastle United (2)                                 | Bristol City (1)                                     | Everton                                              |
| 20                                         | 1907–08                     | Manchester United (1)                                | Aston Villa (3)                                      | Manchester City                                      |
| 21                                         | 1908–09                     | Newcastle United (3)                                 | Everton (5)                                          | Sunderland                                           |
| 22                                         | 1909–10                     | Aston Villa (6)                                      | Liverpool (2)                                        | Blackburn Rovers                                     |
| 23                                         | 1910–11                     | Manchester United (2)                                | Aston Villa (4)                                      | Sunderland                                           |
| 24                                         | 1911–12                     | Blackburn Rovers (1)                                 | Everton (6)                                          | Newcastle United                                     |
| 25                                         | 1912–13                     | Sunderland (5)                                       | Aston Villa (5)                                      | The Wednesday                                        |
| 26                                         | 1913–14                     | Blackburn Rovers (2)                                 | Aston Villa (6)                                      | Middlesbrough                                        |
| 27                                         | 1914–15                     | Everton (2)                                          | Oldham Athletic (1)                                  | Blackburn Rovers                                     |
| –                                          | 1915–16 to 1918–19          | League suspended due to the First World War          | League suspended due to the First World War          | League suspended due to the First World War          |
| 28                                         | 1919–20                     | West Bromwich Albion (1)                             | Burnley (1)                                          | Chelsea                                              |
| 29                                         | 1920–21                     | Burnley (1)                                          | Manchester City (2)                                  | Bolton Wanderers                                     |
| 30                                         | 1921–22                     | Liverpool (3)                                        | Tottenham Hotspur (1)                                | Burnley                                              |
| 31                                         | 1922–23                     | Liverpool (4)                                        | Sunderland (4)                                       | Huddersfield Town                                    |
| 32                                         | 1923–24                     | Huddersfield Town (1)                                | Cardiff City (1)                                     | Sunderland                                           |
| 33                                         | 1924–25                     | Huddersfield Town (2)                                | West Bromwich Albion (1)                             | Bolton Wanderers                                     |
| 34                                         | 1925–26                     | Huddersfield Town (3)                                | Arsenal (1)                                          | Sunderland                                           |
| 35                                         | 1926–27                     | Newcastle United (4)                                 | Huddersfield Town (1)                                | Sunderland                                           |
| 36                                         | 1927–28                     | Everton (3)                                          | Huddersfield Town (2)                                | Leicester City                                       |
| 37                                         | 1928–29                     | The Wednesday (3)                                    | Leicester City (1)                                   | Aston Villa                                          |
| 38                                         | 1929–30                     | Sheffield Wednesday (4)                              | Derby County (2)                                     | Manchester City                                      |
| 39                                         | 1930–31                     | Arsenal (1)                                          | Aston Villa (7)                                      | Sheffield Wednesday                                  |
| 40                                         | 1931–32                     | Everton (4)                                          | Arsenal (2)                                          | Sheffield Wednesday                                  |
| 41                                         | 1932–33                     | Arsenal (2)                                          | Aston Villa (8)                                      | Sheffield Wednesday                                  |
| 42                                         | 1933–34                     | Arsenal (3)                                          | Huddersfield Town (3)                                | Tottenham Hotspur                                    |
| 43                                         | 1934–35                     | Arsenal (4)                                          | Sunderland (5)                                       | Sheffield Wednesday                                  |
| 44                                         | 1935–36                     | Sunderland (6)                                       | Derby County (3)                                     | Huddersfield Town                                    |
| 45                                         | 1936–37                     | Manchester City (1)                                  | Charlton Athletic (1)                                | Arsenal                                              |
| 46                                         | 1937–38                     | Arsenal (5)                                          | Wolverhampton Wanderers (1)                          | Preston North End                                    |
| 47                                         | 1938–39                     | Everton (5)                                          | Wolverhampton Wanderers (2)                          | Charlton Athletic                                    |
| –                                          | 1939–40 đến 1945–46         | Giải đấu bị đình chỉ do Chiến tranh thế giới thứ hai | Giải đấu bị đình chỉ do Chiến tranh thế giới thứ hai | Giải đấu bị đình chỉ do Chiến tranh thế giới thứ hai |
| 48                                         | 1946–47                     | Liverpool (5)                                        | Manchester United (1)                                | Wolverhampton Wanderers                              |
| 49                                         | 1947–48                     | Arsenal (6)                                          | Manchester United (2)                                | Burnley                                              |
| 50                                         | 1948–49                     | Portsmouth (1)                                       | Manchester United (3)                                | Derby County                                         |
| 51                                         | 1949–50                     | Portsmouth (2)                                       | Wolverhampton Wanderers (3)                          | Sunderland                                           |
| 52                                         | 1950–51                     | Tottenham Hotspur (1)                                | Manchester United (4)                                | Blackpool                                            |
| 53                                         | 1951–52                     | Manchester United (3)                                | Tottenham Hotspur (2)                                | Arsenal                                              |
| 54                                         | 1952–53                     | Arsenal (7)                                          | Preston North End (5)                                | Wolverhampton Wanderers                              |
| 55                                         | 1953–54                     | Wolverhampton Wanderers (1)                          | West Bromwich Albion (2)                             | Huddersfield Town                                    |
| 56                                         | 1954–55                     | Chelsea (1)                                          | Wolverhampton Wanderers (4)                          | Portsmouth                                           |
| 57                                         | 1955–56                     | Manchester United (4)                                | Blackpool (1)                                        | Wolverhampton Wanderers                              |
| 58                                         | 1956–57                     | Manchester United (5)                                | Tottenham Hotspur (3)                                | Preston North End                                    |
| 59                                         | 1957–58                     | Wolverhampton Wanderers (2)                          | Preston North End (6)                                | Tottenham Hotspur                                    |
| 60                                         | 1958–59                     | Wolverhampton Wanderers (3)                          | Manchester United (5)                                | Arsenal                                              |
| 61                                         | 1959–60                     | Burnley (2)                                          | Wolverhampton Wanderers (5)                          | Tottenham Hotspur                                    |
| 62                                         | 1960–61                     | Tottenham Hotspur (2)                                | Sheffield Wednesday (1)                              | Wolverhampton Wanderers                              |
| 63                                         | 1961–62                     | Ipswich Town (1)                                     | Burnley (2)                                          | Tottenham Hotspur                                    |
| 64                                         | 1962–63                     | Everton (6)                                          | Tottenham Hotspur (4)                                | Burnley                                              |
| 65                                         | 1963–64                     | Liverpool (6)                                        | Manchester United (6)                                | Everton                                              |
| 66                                         | 1964–65                     | Manchester United (6)                                | Leeds United (1)                                     | Chelsea                                              |
| 67                                         | 1965–66                     | Liverpool (7)                                        | Leeds United (2)                                     | Burnley                                              |
| 68                                         | 1966–67                     | Manchester United (7)                                | Nottingham Forest (1)                                | Tottenham Hotspur                                    |
| 69                                         | 1967–68                     | Manchester City (2)                                  | Manchester United (7)                                | Liverpool                                            |
| 70                                         | 1968–69                     | Leeds United (1)                                     | Liverpool (3)                                        | Everton                                              |
| 71                                         | 1969–70                     | Everton (7)                                          | Leeds United (3)                                     | Chelsea                                              |
| 72                                         | 1970–71                     | Arsenal (8)                                          | Leeds United (4)                                     | Tottenham Hotspur                                    |
| 73                                         | 1971–72                     | Derby County (1)                                     | Leeds United (5)                                     | Liverpool                                            |
| 74                                         | 1972–73                     | Liverpool (8)                                        | Arsenal (3)                                          | Leeds United                                         |
| 75                                         | 1973–74                     | Leeds United (2)                                     | Liverpool (4)                                        | Derby County                                         |
| 76                                         | 1974–75                     | Derby County (2)                                     | Liverpool (5)                                        | Ipswich Town                                         |
| 77                                         | 1975–76                     | Liverpool (9)                                        | Queens Park Rangers (1)                              | Manchester United                                    |
| 78                                         | 1976–77                     | Liverpool (10)                                       | Manchester City (3)                                  | Ipswich Town                                         |
| 79                                         | 1977–78                     | Nottingham Forest (1)                                | Liverpool (6)                                        | Everton                                              |
| 80                                         | 1978–79                     | Liverpool (11)                                       | Nottingham Forest (2)                                | West Bromwich Albion                                 |
| 81                                         | 1979–80                     | Liverpool (12)                                       | Manchester United (8)                                | Ipswich Town                                         |
| 82                                         | 1980–81                     | Aston Villa (7)                                      | Ipswich Town (1)                                     | Arsenal                                              |
| 83                                         | 1981–82                     | Liverpool (13)                                       | Ipswich Town (2)                                     | Manchester United                                    |
| 84                                         | 1982–83                     | Liverpool (14)                                       | Watford (1)                                          | Manchester United                                    |
| 85                                         | 1983–84                     | Liverpool (15)                                       | Southampton (1)                                      | Nottingham Forest                                    |
| 86                                         | 1984–85                     | Everton (8)                                          | Liverpool (7)                                        | Tottenham Hotspur                                    |
| 87                                         | 1985–86                     | Liverpool (16)                                       | Everton (7)                                          | West Ham United                                      |
| 88                                         | 1986–87                     | Everton (9)                                          | Liverpool (8)                                        | Tottenham Hotspur                                    |
| 89                                         | 1987–88                     | Liverpool (17)                                       | Manchester United (9)                                | Nottingham Forest                                    |
| 90                                         | 1988–89                     | Arsenal (9)                                          | Liverpool (9)                                        | Nottingham Forest                                    |
| 91                                         | 1989–90                     | Liverpool (18)                                       | Aston Villa (9)                                      | Tottenham Hotspur                                    |
| 92                                         | 1990–91                     | Arsenal (10)                                         | Liverpool (10)                                       | Crystal Palace                                       |
| 93                                         | 1991–92                     | Leeds United (3)                                     | Manchester United (10)                               | Sheffield Wednesday                                  |
| Ngoại hạng Anh (1992–nay)                  |                             |                                                      |                                                      |                                                      |
| 94                                         | 1992–93                     | Manchester United (8)                                | Aston Villa (10)                                     | Norwich City                                         |
| 95                                         | 1993–94                     | Manchester United (9)                                | Blackburn Rovers (1)                                 | Newcastle United                                     |
| 96                                         | 1994–95                     | Blackburn Rovers (3)                                 | Manchester United (11)                               | Nottingham Forest                                    |
| 97                                         | 1995–96                     | Manchester United (10)                               | Newcastle United (1)                                 | Liverpool                                            |
| 98                                         | 1996–97                     | Manchester United (11)                               | Newcastle United (2)                                 | Arsenal                                              |
| 99                                         | 1997–98                     | Arsenal (11)                                         | Manchester United (12)                               | Liverpool                                            |
| 100                                        | 1998–99                     | Manchester United (12)                               | Arsenal (4)                                          | Chelsea                                              |
| 101                                        | 1999–00                     | Manchester United (13)                               | Arsenal (5)                                          | Leeds United                                         |
| 102                                        | 2000–01                     | Manchester United (14)                               | Arsenal (6)                                          | Liverpool                                            |
| 103                                        | 2001–02                     | Arsenal (12)                                         | Liverpool (11)                                       | Manchester United                                    |
| 104                                        | 2002–03                     | Manchester United (15)                               | Arsenal (7)                                          | Newcastle United                                     |
| 105                                        | 2003–04                     | Arsenal (13)                                         | Chelsea (1)                                          | Manchester United                                    |
| 106                                        | 2004–05                     | Chelsea (2)                                          | Arsenal (8)                                          | Manchester United                                    |
| 107                                        | 2005–06                     | Chelsea (3)                                          | Manchester United (13)                               | Liverpool                                            |
| 108                                        | 2006–07                     | Manchester United (16)                               | Chelsea (2)                                          | Liverpool                                            |
| 109                                        | 2007–08                     | Manchester United (17)                               | Chelsea (3)                                          | Arsenal                                              |
| 110                                        | 2008–09                     | Manchester United (18)                               | Liverpool (12)                                       | Chelsea                                              |
| 111                                        | 2009–10                     | Chelsea (4)                                          | Manchester United (14)                               | Arsenal                                              |
| 112                                        | 2010–11                     | Manchester United (19)                               | Chelsea (4)                                          | Manchester City                                      |
| 113                                        | 2011–12                     | Manchester City (3)                                  | Manchester United (15)                               | Arsenal                                              |
| 114                                        | 2012–13                     | Manchester United (20)                               | Manchester City (4)                                  | Chelsea                                              |
| 115                                        | 2013–14                     | Manchester City (4)                                  | Liverpool (13)                                       | Chelsea                                              |
| 116                                        | 2014–15                     | Chelsea (5)                                          | Manchester City (5)                                  | Arsenal                                              |
| 117                                        | 2015–16                     | Leicester City (1)                                   | Arsenal (9)                                          | Tottenham Hotspur                                    |
| 118                                        | 2016–17                     | Chelsea (6)                                          | Tottenham Hotspur (5)                                | Manchester City                                      |
| 119                                        | 2017–18                     | Manchester City (5)                                  | Manchester United (16)                               | Tottenham Hotspur                                    |
| 120                                        | 2018–19                     | Manchester City (6)                                  | Liverpool (14)                                       | Chelsea                                              |
| 121                                        | 2019–20                     | Liverpool (19)                                       | Manchester City (6)                                  | Manchester United                                    |
| 122                                        | 2020–21                     | Manchester City (7)                                  | Manchester United (17)                               | Liverpool                                            |
| 123                                        | 2021–22                     | Manchester City (8)                                  | Liverpool (15)                                       | Chelsea                                              |
| 124                                        | 2022–23                     | Manchester City (9)                                  | Arsenal (10)                                         | Manchester United                                    |
| 125                                        | 2023–24                     | Manchester City (10)                                 | Arsenal (11)                                         | Liverpool                                            |
| 126                                        | 2024–25                     | Liverpool (20)                                       |                                                      |                                                      |

## Tổng số danh hiệu
Các câu lạc bộ có cùng danh hiệu sẽ được sắp xếp theo ngày gần nhất họ giành được danh hiệu.
| Hạng | Câu lạc bộ              | Số lần vô địch | Mùa giải vô địch |
| ---- | ----------------------- | -------------- | --- |
| 1    | Liverpool               | 20             | 1900–01, 1905–06, 1921–22, 1922–23, 1946–47, 1963–64, 1965–66, 1972–73, 1975–76, 1976–77, 1978–79, 1979–80, 1981–82, 1982–83, 1983–84, 1985–86, 1987–88, 1989–90, 2019–20, 2024–25 |
| 1    | Manchester United       | 20             | 1907–08, 1910–11, 1951–52, 1955–56, 1956–57, 1964–65, 1966–67, 1992–93, 1993–94, 1995–96, 1996–97, 1998–99, 1999–00, 2000–01, 2002–03, 2006–07, 2007–08, 2008–09, 2010–11, 2012–13 |
| 3    | Arsenal                 | 13             | 1930–31, 1932–33, 1933–34, 1934–35, 1937–38, 1947–48, 1952–53, 1970–71, 1988–89, 1990–91, 1997–98, 2001–02, 2003–04                                                                |
| 4    | Manchester City         | 10             | 1936–37, 1967–68, 2011–12, 2013–14, 2017–18, 2018–19, 2020–21, 2021–22, 2022–23, 2023–24                                                                                           |
| 5    | Everton                 | 9              | 1890–91, 1914–15, 1927–28, 1931–32, 1938–39, 1962–63, 1969–70, 1984–85, 1986–87 |
| 6    | Aston Villa             | 7              | 1893–94, 1895–96, 1896–97, 1898–99, 1899–00, 1909–10, 1980–81 |
| 7    | Chelsea                 | 6              | 1954–55, 2004–05, 2005–06, 2009–10, 2014–15, 2016–17 |
| 7    | Sunderland              | 6              | 1891–92, 1892–93, 1894–95, 1901–02, 1912–13, 1935–36 |
| 9    | Sheffield Wednesday     | 4              | 1902–03, 1903–04, 1928–29, 1929–30 |
| 9    | Newcastle United        | 4              | 1904–05, 1906–07, 1908–09, 1926–27 |
| 11   | Blackburn Rovers        | 3              | 1911–12, 1913–14, 1994–95 |
| 11   | Leeds United            | 3              | 1968–69, 1973–74, 1991–92 |
| 11   | Wolverhampton Wanderers | 3              | 1953–54, 1957–58, 1958–59 |
| 11   | Huddersfield Town       | 3              | 1923–24, 1924–25, 1925–26 |
| 15   | Derby County            | 2              | 1971–72, 1974–75 |
| 15   | Tottenham Hotspur       | 2              | 1950–51, 1960–61 |
| 15   | Portsmouth              | 2              | 1948–49, 1949–50 |
| 15   | Burnley                 | 2              | 1920–21, 1959–60 |
| 15   | Preston North End       | 2              | 1888–89, 1889–90 |
| 20   | Leicester City          | 1              | 2015–16 |
| 20   | Nottingham Forest       | 1              | 1977–78 |
| 20   | Ipswich Town            | 1              | 1961–62 |
| 20   | West Bromwich Albion    | 1              | 1919–20 |
| 20   | Sheffield United        | 1              | 1897–98 |

Titles won by club (%)

### Cụ thể
1. ↑  "The History of the Football League". The Football League. Bản gốc lưu trữ ngày 11 tháng 2 năm 2007. Truy cập ngày 15 tháng 2 năm 2006.
2. ↑  Inglis 1988, tr. 6–8.
3. ↑  Titford, Roger (tháng 11 năm 2005). "Football League, 1888–89". When Saturday Comes. Bản gốc lưu trữ ngày 29 tháng 5 năm 2009. Truy cập ngày 6 tháng 6 năm 2009.
4. ↑  Goldblatt, David (2007). The Ball is Round: A Global History of Football. London: Penguin. tr. 58. ISBN 978-0-14-101582-8.
5. ↑  Inglis 1988, tr. 25.
6. ↑  Dart, Tom (ngày 25 tháng 5 năm 2009). "Burnley: little town, big traditions". The Times. London. Truy cập ngày 18 tháng 1 năm 2025.
7. ↑  "A History of The Premier League". Premier League. Bản gốc lưu trữ ngày 18 tháng 11 năm 2011. Truy cập ngày 7 tháng 6 năm 2009.
8. ↑  Harris, Nick (ngày 7 tháng 2 năm 2009). "£1.78bn: Record Premier League TV deal defies economic slump". The Independent. London. Lưu trữ bản gốc ngày 28 tháng 8 năm 2017. Truy cập ngày 15 tháng 6 năm 2009.

### Chung
- "Past winners". The Football League. Bản gốc lưu trữ ngày 17 tháng 7 năm 2014. Truy cập ngày 29 tháng 8 năm 2008.
- "England – List of Champions". Rec.Sport.Soccer Statistics Foundation. Lưu trữ bản gốc ngày 26 tháng 7 năm 2020. Truy cập ngày 11 tháng 6 năm 2009.
- "English League Leading Goalscorers". Rec.Sport.Soccer Statistics Foundation. Lưu trữ bản gốc ngày 16 tháng 1 năm 2019. Truy cập ngày 11 tháng 6 năm 2009.